# Ling (James Bond)
Ling é uma personagem fictícia do fime Com 007 Só Se Vive Duas Vezes (You Only Live Twice), quinto filme de franquia cinematográfica de James Bond, o agente 007. É interpretada pela atriz chinesa Tsai Chin, que deixou Xangai na adolescência após a Revolução Chinesa, em 1949, para se estabelecer com a família no Ocidente. Ela voltou a participar 39 anos depois de um filme de 007, aos 73 anos, numa pequena ponta em 007 - Cassino Royale (2006), como Madame Wu, uma jogadora profissional de pôquer.

## Característica
A personagem não existe no livro original de Ian Fleming, sendo criada para o filme, onde é uma agente chinesa trabalhando para o MI-6 britânico em Hong Kong como apoio a James Bond, que aparece apenas em uma cena, porém crucial, no início da trama. A personagem foi interpretada pela atriz Tsai Chin, conhecida pelo papel de Lin Tang, filha de Fu Manchu em cinco filmes:  The Face of Fu Manchu (1965), The Brides of Fu Manchu (1966). The Vengeance of Fu Manchu (1967), The Blood of Fu Manchu (1968) and The Castle of Fu Manchu (1969).

## Filme
Ling aparece no início do filme na cama com Bond, embaixo dos lençóis, em algum lugar de Hong-Kong. Os dois discutem porque o gosto das chinesas é diferente do de todas as outras mulheres. Num certo momento ela deixa Bond na cama e se levanta, torcendo um interruptor na parede, o que faz com que a cama imediatamente se feche para dentro da parede, em posição vertical, levando 007 junto. Essa é a senha para que dois homens armados entrem no quarto e metralhem a cama na parede, aparentemente matando 007.
Mais tarde na trama, porém, é revelado que Ling é uma agente trabalhando para o MI-6 na China, e que toda a operação era um blefe para criar um morte falsa de Bond, de maneira que ele pudesse passar despercebido na missão para a qual havia sido enviado, deixando seus inimigos acreditarem que ele já estava morto.